# Dawid Światosławowicz
Dawid Światosławowicz (ros. Давыд Святославич) (?-1123) – władca Muromia i Czernihowa, syn Światosława II.
Jeszcze przed śmiercią ojca został wyznaczony władcą Pejerasławia jednak w 1076 udał się do Muromia położonego daleko od Kijowa. W 1093 Dawid został księciem smoleńskim. Podczas wojny jego brata Olega I czernihowskiego z Swiatopełkiem II kijowskim i Włodzimierzem II Monomachem walczył z synem Włodzimierza Iziasławem z Muromia. Wspólnie z Olegiem odzyskali ziemię smoleńską i pokonali Iziasława w Muromiu, gdzie tenże zginął.
Podczas zjazdu w Lubeczu w 1097 wyznaczono mu Czernihów a Olegowi Nowogród Siewierski. Protestował przeciwko władzy Światopełka który wspólnie z księciem włodzimiersko-wołyńskim Dawidem Igorewiczem uwięzili i oślepili Wasylko Rościsławowicza (który z Dawidem Igorewiczem był w ciągłej walce o zachodnie ziemie Wielkiego Księstwa). Pod presją Monomacha i Światosławowicza Światopełk w końcu wygnał Dawida Igorewicza do Polski. Później Dawid Światosławowicz popierał Światopełka w wojnie z Rościsławowiczami, wysłał do walki swojego syna Światosława, ale ten po nieudanej kampanii powrócił do ojca i po śmierci żony został mnichem. Podczas zjazdu w Wyteczewie w 1100 Światosławowicz, Monomach i Światopełk zawarli pokój, kończąc wojnę domową i jednocząc siły przeciwko wspólnym wrogom spoza Rusi kijowskiej. Zadecydowano, że Dawid Igorewicz zostanie pozbawiony roli politycznnej, ale zachowa część posiadłości na Wołyniu.
W latach 1103–1111 Dawid Światosławowicz wspólnie z bratem, ale częściej z Włodzimierzem Monomachem najeżdżali ziemię kumańską. Później w latach 1115-1118 wspomagał Monomacha w wojnie z księciem połocka i Wołynia.
Miał pięciu synów: Włodzimierz, Iziasław, Wsiewołod, Rościsław, Światosław.